# 诺伊尔基希
诺伊尔基希是德国莱茵兰-普法尔茨州的一个市镇。总面积5.28平方公里，总人口274人，其中男性138人，女性136人（2011年12月31日），人口密度52人/平方公里。